# Sårskorpa
En skorpa eller sårskorpa skapas som en del i läkningsprocessen av ett sår. Den består ofta helt eller delvis av koagulerat blod, blodplättar och fibrintrådar.
Sårskorpa hette på fornsvenska ruva, ett ord som fortfarande används i olika svenska dialekter.